# Галунько Валентин Васильович
Валентин Васильович Галунько (нар. 31 січня 1964, м. Шахти, Ростовська область, РФ) — український вчений, доктор юридичних наук, професор, академік академії АПН, автор наукової теорії держави економічно активних громадян та теорії традиційно-публічного забезпечення літніх людей, співавтор патентів на винаходи та корисні моделі.

## Біографія
Народився 31 січня 1964 року у місті Шахти, Ростовської області, у родині шахтарів. У 1983—1992 роках служив в Збройних силах (старший лейтенант). З 1992 до 2004 рік проходив службу в органах внутрішніх справ України (полковник міліції). З 2005 року професійно займається науково-педагогічною діяльністю.
Освіта: середня школа (с. Слободо-Шлишковецька, Вінницької обл., 1979 р.); монтажний технікум (м. Могилів-Подільський, 1983 р.); Національна академія внутрішніх справ (м. Київ, 1998 р.); аспірантура Національного університету державної податкової служби України (2003 р.); докторантура Харківського національного університету внутрішніх справ (2009 р.).
У 2015—2019 роках директор приватної установи «Науково-дослідний інститут публічного права». З 2019 року голова громадської організації «Академія адміністративно-правових наук».

## Наукова робота
Основні наукові праці:
1. Людина і держава: монографія / Валентин Васильович Галунько, Володимир Іванович Милько. — К.: Університет «Україна», 2014. — 158 с.
2. Випускник Національного університету державної податкової служби України — взірець патріотизму, принциповості та професійної майстерності [4]
3. Ліберальні економічні засади та радикальні юридичні засоби, як чинники благополуччя країн, що розвиваються [5]
4. Корупція: позитивні і негативні засоби запобігання [6]
5. Російський неофашизм: теоретико-методологічні засади та напрями протидії в Україні [7]
6. Майдан — совість і слава українського народу [8]
7. Людина, війна та держава [9]
8. Людина, політика та держава [10]
9. Людина, економіка та держава [11]
10. Людина, екологія та держава [12]
11. Адміністративно-правове регулювання антитерористичної операції [13].
12. Актуальні проблеми адміністративно-правового регулювання у сфері оборони України [13].
13. Адміністративно-правові основи організації та діяльності Державної служби охорони при МВС: автореф. дис. … канд. юрид. наук: спец. 12.00.07
14. Адміністративно-правова охорона суб'єктів права власності в Україні: монографія.
15. Застосування адміністративно-господарських санкцій до суб'єктів господарювання: навчальний посібник.
16. Охорона права власності: Адміністративно-правові аспекти: монографія.
17. Конституційне право України: навчальний посібник / за ред. В. В. Галунька.
18. Адміністративне право України в сучасних умовах (виклики початку XXI століття): монографія / за заг. ред. В. В. Галунька.
19. Теорія держави і права: навчальний посібник / Авт.-упоряд. В. В. Галунько, В. К. Шкарупа; За заг. ред. В. К. Шкарупи/ – Херсон: ХЮІ ХНУВС, 2007. — 280 с.
20. Теорія держави і права: навчальний посібник / автори-упорядники: Пихтін М. П., Галунько В. В., Новіков М .М., Новікова М. М., Онищук О. О.; за заг. ред. В. В. Галунька. – Херсон: ХЮІ ХНУВС, 2010. – 250 с.
21. El mecanismo de la regulación administrativa y juridica: los principios metodológicos
22. Protection of human rights and freedoms as the main principle of administrative law
23. Private property as an inalienable natural human right
24. Публічний інтерес в адміністративному праві // Форум права. — № 4. — 2010. — С. 178—181. — ISSN 1995-6134.
25. Напрями реформування системи органів виконавчої влади // Митна справа. — 2011. — № 1 (73). — ч. 2. — С. 3—7.
26. Адміністративне право України. Повний курс: підручник / Галунько В., Діхтієвський П., Кузьменко О., Стеценко С. та ін. — Видання друге. — Херсон: ОЛДІ-ПЛЮС, 2019. — 520 с. — ISBN: 978-617-566-557-2.
27. Адміністративне право для громадян України: науково-популярне видання / за ред. В. Галунька. — Київ: НДІПП. 2019. — 114 с.
28. Юридична природа академічної доброчесності як об'єкта правових відносин // Advanced Space Law. — Volume 7-2. — 2021. — P. 5—8.
29. Ракетний комплекс «Тайфун-Південь» – зброя Перемоги.
30. Українські балістичні ракети України як зброя стримування рашистів.

№ Людина і держава: монографія / видання друге. — Київ, 2022. — 176 с.